# Clube Náutico Marcílio Dias (Porto Alegre)
O Clube Náutico Marcílio Dias foi um clube esportivo e social fundado 4 de julho de 1949, na cidade de Porto Alegre, Rio Grande do Sul. Sua principal missão, inicialmente, era a inclusão da comunidade negra no esporte do remo. Em 1971, foi sede da primeira reunião do Grupo Palmares que daria origem ao Dia da Consciência Negra.

## História
O Marcílio Dias foi fundado em 4 de julho de 1949, em Porto Alegre, após convocação publicada nos jornais locais, com o objetivo de organizar um clube náutico para a comunidade negra. Segundo o convite, o nome da entidade seria “José do Patrocínio”. No entanto, já no primeiro anúncio da fundação o clube é denominado “Marcílio Dias”, em homenagem ao marinheiro negro herói da Batalha Naval do Riachuelo. O primeiro presidente eleito do clube foi Heitor Nunes Fraga. Os demais membros da diretoria eram Miguel Gomes Machado, Morelino Caldeira da Silva, Armando Hipólito dos Santos e Kleber de Assis. Entre os doze fundadores estava João Batista da Silva Filho, o Barata, campeão brasileiro de remo no quatro sem timoneiro em 1940, que foi escolhido para o cargo de assistente técnico. O objetivo primeiro do clube era a prática do remo, mas, desde a primeira reunião, os sócios se mostraram abertos à prática de outras modalidades aquáticas e terrestres.
A solenidade de inauguração do clube ocorreu em 12 de junho de 1950, data do 85º aniversário da morte de Marcílio Dias. A cerimônia contou com a presença de diversas autoridades, como o prefeito de Porto Alegre, Ildo Meneghetti, e o presidente da Federação Aquática do Rio Grande do Sul, Darcy Vignolli. Também participaram do evento representantes dos diversos clubes esportivos da cidade, sendo que Guaíba-Porto Alegre, Almirante Barroso e União procederam à doação de barcos e remos para a nova entidade.
Em seus primeiros anos, o clube tentou, por diversas vezes, filiar-se à entidade responsável pela organização do remo no Rio Grande do Sul. Em sua coluna no Diário de Notícias, de Porto Alegre, o jornalista Carlos Engelke Filho realizou assídua campanha pelo acesso do clube, acusando a Federação e seus clubes de racismo. No final de 1955, a Federação propôs a participação do clube nas provas oficiais em caráter de experiência, algo que não foi aceito pela diretoria da época. Dessa forma, o Marcílio Dias nunca competiu oficialmente em sua modalidade de origem. O basquete, o vôlei, a bocha e o ping-pong, por outro lado, muito movimentaram o clube em seus primeiros anos.

## Patrimônio
O advogado Armando Hipólito dos Santos, membro da primeira diretoria do clube, foi quem articulou o empréstimo e, posteriormente, a doação de terreno localizado na Avenida Praia de Belas, quase esquina com a Avenida José de Alencar, à época na beira do Guaíba, onde o clube ergueu sua sede social. Em 1957 foi construído um ginásio coberto, que viria a ser destruído por um vendaval no ano seguinte, causando grande prejuízo ao clube. Alguns anos mais tarde, um salão de festas em alvenaria foi construído no mesmo local. A posse do terreno pelo clube sempre foi contestada pelos herdeiros do doador original que, mais tarde, acabaram por retomá-la, o que contribuiu para o ocaso do clube no final dos anos 1970.
A exemplo de outros clubes náuticos da cidade, em 1953, o Marcílio Dias recebeu do governo uma área nas ilhas do delta do Rio Jacuí. O terreno atribuído ao clube ficava na Ilha Grande dos Marinheiros, no local que anteriormente servia de base aos serviços aéreos por hidroaviões do Syndicato Condor e da Varig. A chamada sede náutica do Marcílio Dias recebeu algumas excursões de sócios do clube, mas posteriormente foi abandonada.

## Importância Cultural
Ao longo de sua história, o Marcílio Dias desenvolveu intensa atividade cultural. Foi comum a realização de olimpíadas internas que incluíam, além dos esportes, disputas culturais. O clube teve um grupo de teatro experimental. Em 1956 promoveu a vinda da soprano estadunidense Gloria Davy, que se apresentou no Theatro São Pedro.
Um jornal interno, chamado Em Dia, foi publicado a partir de 1955 e dava espaço não apenas para notícias e resultados esportivos, mas também para a produção cultural do próprio clube e de seus membros. Na década seguinte, outra publicação, chamada Ébano, idealizada por Eloy dos Angelos, contou com apenas dois números.
Na noite de 20 de novembro de 1971, o Grupo Palmares organizou, na sede do Marcílio Dias, a primeira reunião para discutir aquele que, mais tarde, seria reconhecido como Dia da Consciência Negra. O encontro contou com em torno de 20 pessoas, incluindo Oliveira Silveira, Vilmar Nunes, Ilmo da Silva e Antônio Carlos Côrtes.